# 三宮神社 (吉岡町)

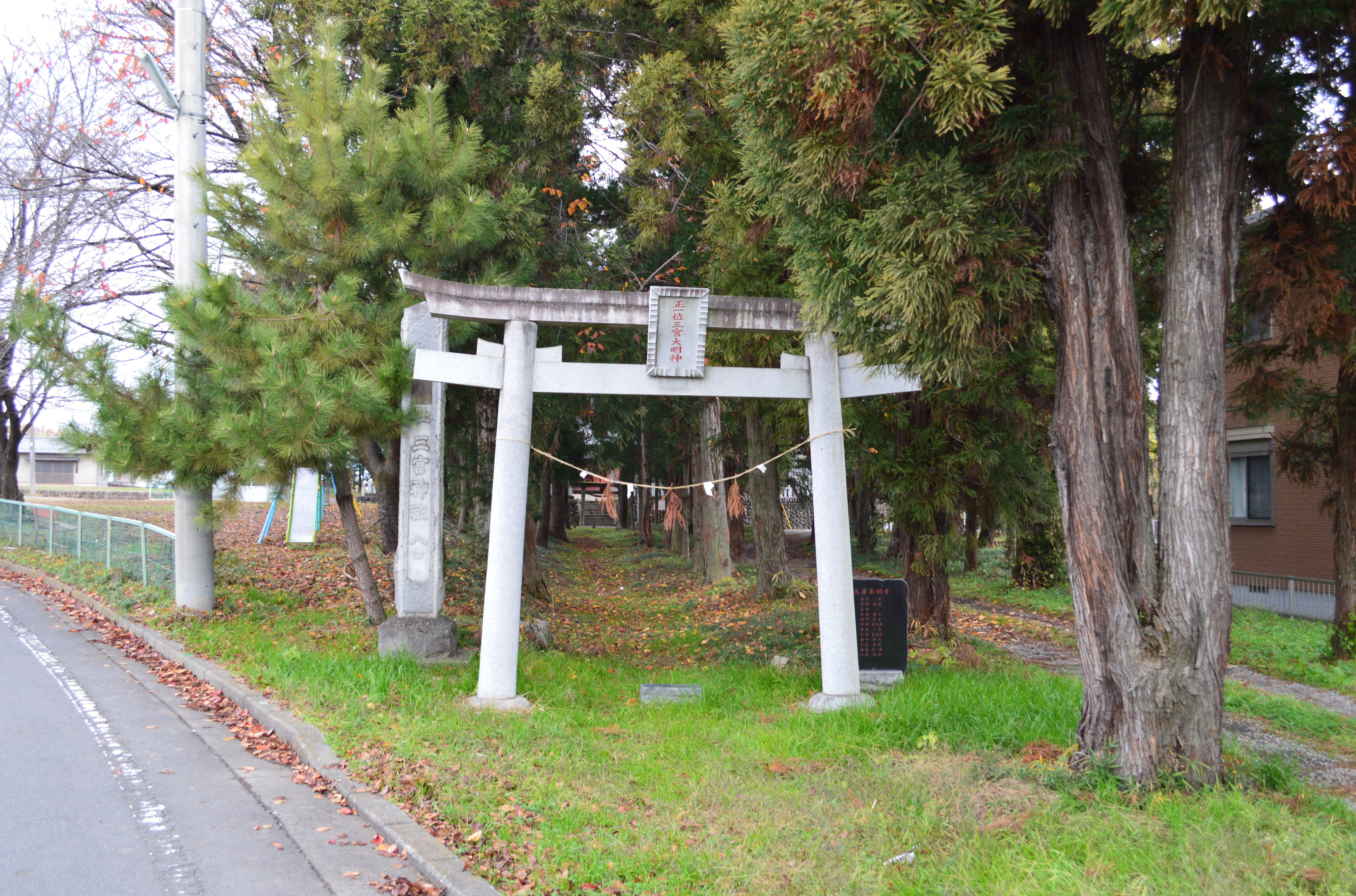
鳥居

三宮神社（さんのみやじんじゃ）は、群馬県北群馬郡吉岡町大久保にある神社。式内社（名神大社）で、上野国三宮。旧社格は村社。

## 祭神
祭神は次の3柱。
- 彦火火出見命
- 少彦名命
- 豊玉姫命

神体は一木造の十一面観音像（室町時代作と推定、像高90センチメートル）である。『神道集』には伊香保神里宮の本地仏は十一面と見え、その記載と一致する。

## 歴史

### 創建

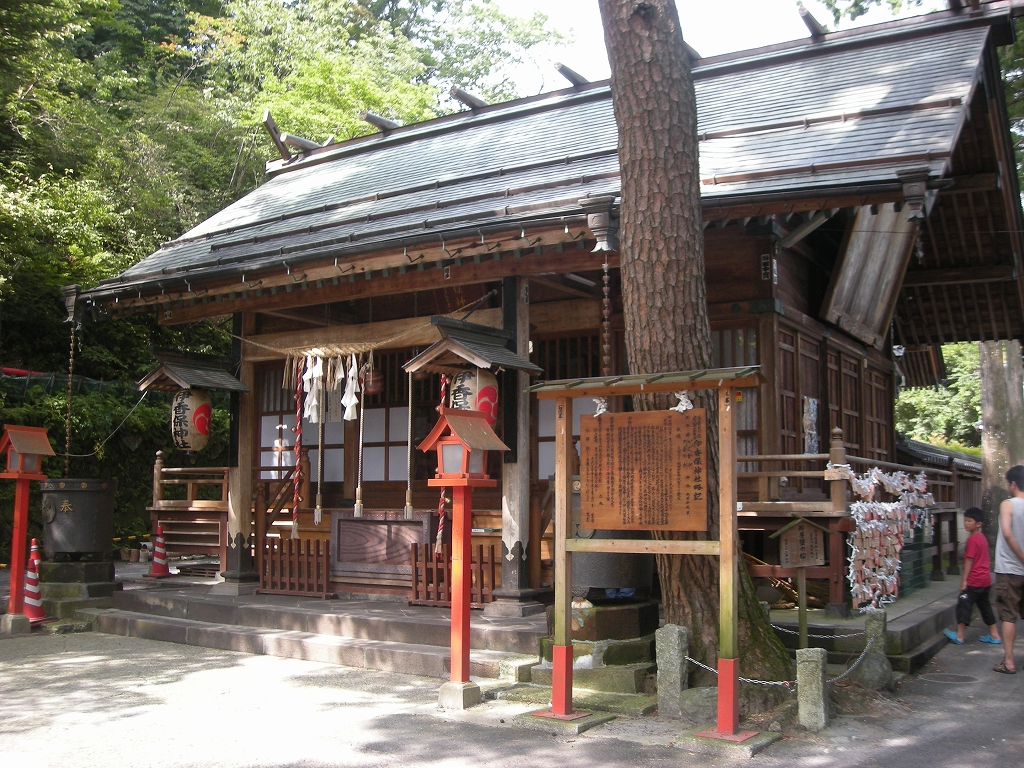
伊香保神社（渋川市伊香保町伊香保）伊香保温泉街の一角。三宮神社はその里宮とされる。

創建は天平勝宝2年（750年）の勧請と伝えるが、詳らかでない。
中世の『神道集』では、「伊香保大明神」について「女体ハ里ヘ下セ給テ三宮渋河保ニ立セ御在ス、本地ハ十一面也」と見えることから、当社は伊香保神社（湯前神、渋川市伊香保町伊香保）の里宮にあたると考えられている。「伊香保」とは噴火の激しい榛名山を「厳つ峰（いかつほ）」と称したことによるとされるが、山宮の鎮座地は噴火に伴う堆積層のため耕作には不向きで、6世紀中葉頃の最後の噴火後数百年を経て湧出した温泉で発展した地になる。そのため、温泉湧出以前は里宮の三宮神社が祭祀中心地であったと見られ、その様子は現在も社名に「三宮」、すなわち上野国三宮を掲げることからも示唆される。上野国では以上の類例として、二宮赤城神社（里宮、前橋市二之宮町）と三夜沢赤城神社（山宮、前橋市三夜沢町）の関係がある。
当社の鎮座地は『和名抄』に見える上野国群馬郡有馬郷に比定されることから、奉斎氏族は古代氏族の有馬氏であったとされる。『新撰姓氏録』右京皇別 垂水公条では豊城入彦命（上毛野氏祖）子孫として「阿利真公」の人物名が見え、上毛野氏の一族と推測されている。当地周辺では、一族のものと推測される多くの古墳も見られる。
なお、「三宮」の社名は祭神が3柱であるためとも、彦火火出見命が瓊瓊杵命の第三皇子であるためともする異伝があるが詳細は明らかでない。

### 概史
国史では、「伊賀保社」は承和2年（835年）に名神に列したと見えるほか、「伊賀保神」の神階が承和6年（839年）に従五位下、貞観9年（867年）に正五位下、貞観11年（869年）に正五位上、貞観18年（876年）に従四位下、元慶4年（880年）に従四位上に昇叙された旨の記載が見える。その神階は上野国において、貫前神に準じ、赤城神と同格になる。
延長5年（927年）成立の『延喜式』神名帳では、上野国群馬郡に「伊加保神社 名神大」として、貫前神社・赤城神社とともに名神大社として記載されている。
長元3年（1030年）頃の『上野国交替実録帳』では、「正一位伊賀保明神社」の項に玉殿1宇・幣殿1宇・鳥居2基・向屋1宇・美豆垣1廻・荒垣1廻・舞人陪従屋1宇・厨屋1宇と記載がある。しかしこの社殿規模は貫前社・赤城社に劣り、他の式内小社・式外社と同格になる。そのためこの頃までには衰微したものと考えられ、伊香保の地に移ったのもこの頃と推測される。
『上野国神名帳』では、いずれも鎮守十社のうちで、総社本では3番目に「正一位伊賀保大明神」、一宮本では2番目に「正一位伊賀保大明神」、群書類従本では3番目に「正一位伊香保大明神」と記されている。同帳では、関連神名として「若伊賀保神」「伊賀保若御子明神」「伊賀保木戸明神」の記載も見える。
南北朝時代成立の『神道集』では、「上野国九ヶ所大明神事」や「上野国第三宮伊香保大明神事」に記述が見える。これらによると、伊香保神は貫前神（一宮）・赤城神（二宮）に次ぐ上野国三宮であるほか、湯前にある男体（本地仏：薬師如来）と、渋川保三宮の里宮にある女体（本地仏：十一面観音）とから成るという。
近世以降の三宮神社は衰微し、詳細は明らかでない。対して山宮は伊香保温泉とともに発展し、近世まで「湯前大明神」と称していたが、明治6年（1873年）に「伊香保神社」と改称している。現在では、里宮・山宮の間に祭祀関係はない。

### 神階
- 六国史時代における神階奉叙の記録
  - 承和2年（835年）9月29日、名神に列す （『続日本後紀』） - 表記は「伊賀保社」。
  - 承和6年（839年）6月、無位から従五位下 （『続日本後紀』） - 表記は「伊賀保神」。
  - 貞観9年（867年）6月20日、従五位上から正五位下 （『日本三代実録』） - 表記は「伊賀保神」。
  - 貞観11年（869年）12月25日、正五位下から正五位上 （『日本三代実録』） - 表記は「伊賀保神」。
  - 貞観18年（876年）4月10日、正五位上から従四位下 （『日本三代実録』） - 表記は「伊賀保神」。
  - 元慶4年（880年）5月25日、従四位下から従四位上 （『日本三代実録』） - 表記は「伊賀保神」。
- 六国史以後
  - 正一位 （『上野国神名帳』） 表記は「伊賀保大明神」または「伊香保大明神」。

## 境内

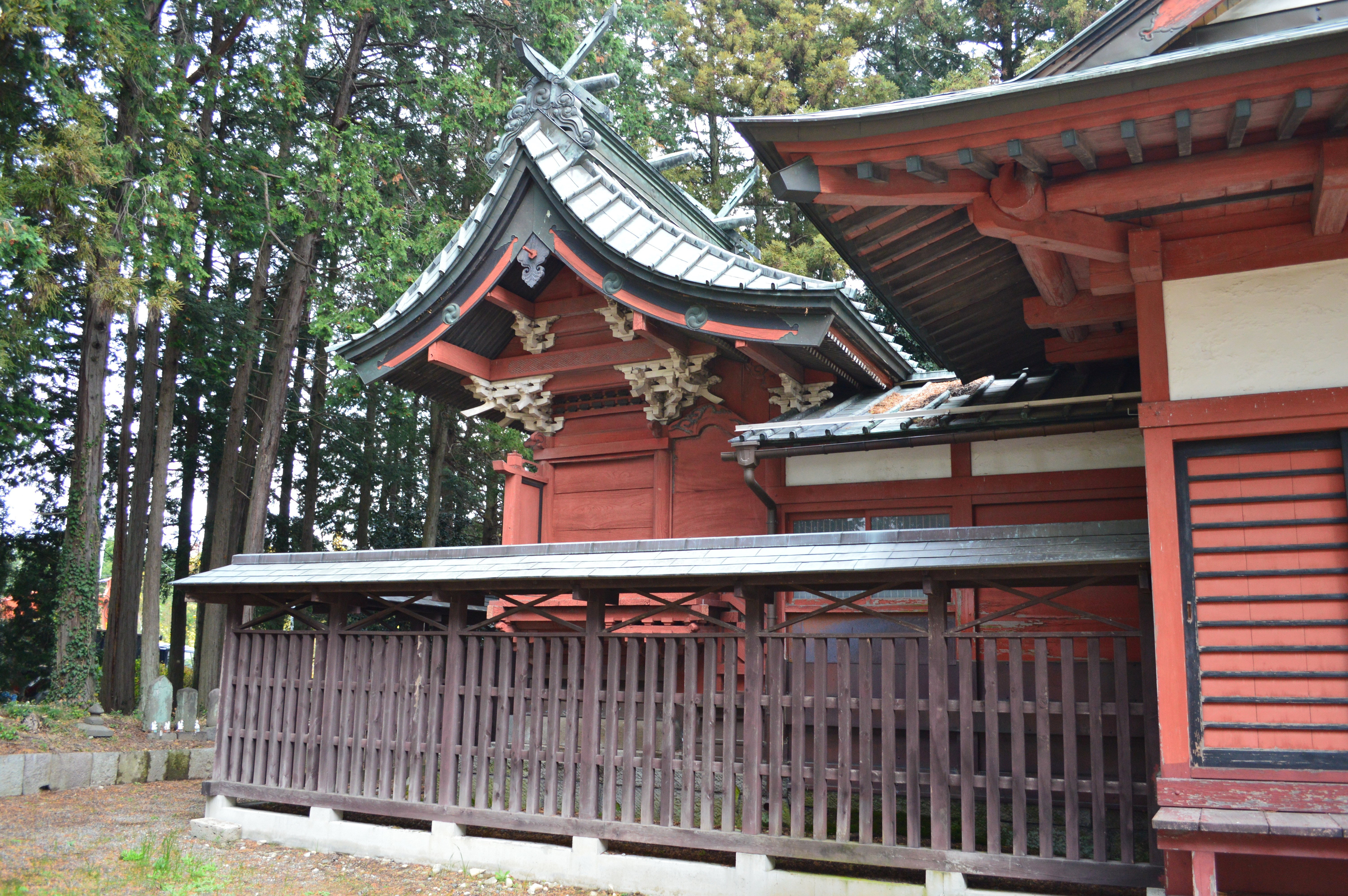
本殿（吉岡町指定文化財）
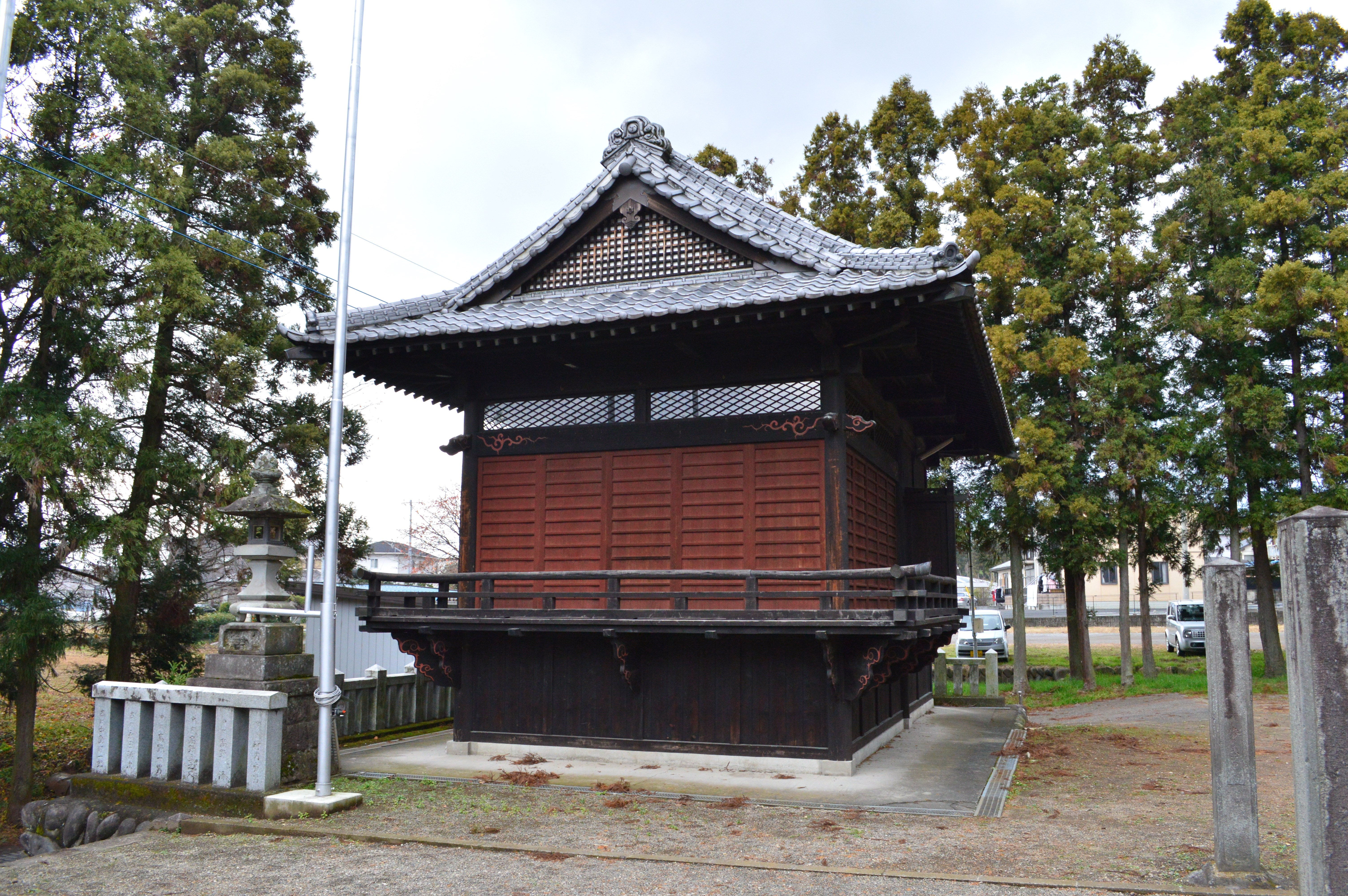
神楽殿
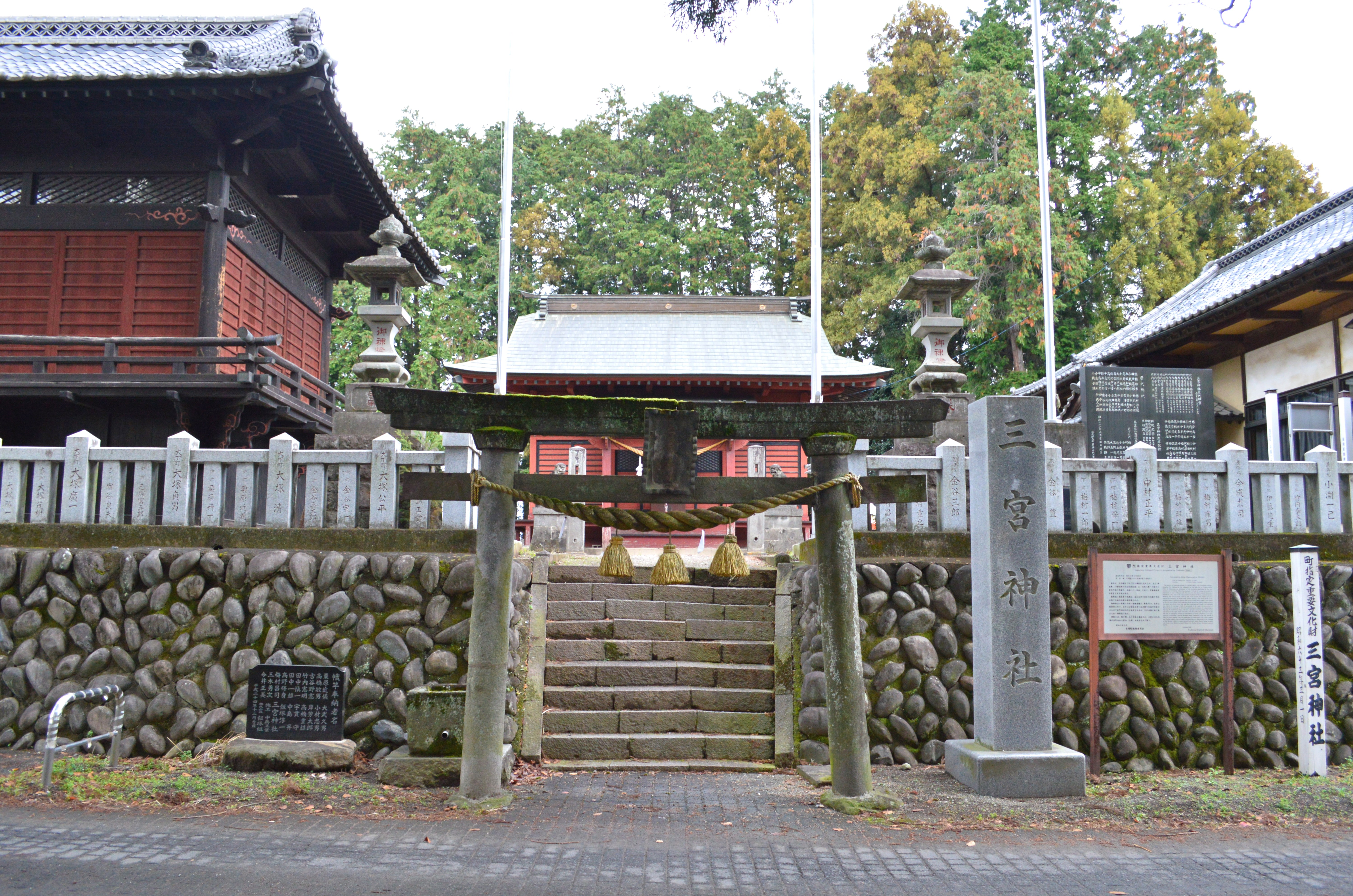
境内入り口

## 文化財

### 吉岡町指定文化財
- 重要文化財（有形文化財）
  - 三宮神社（御神体を含む） - 1988年（昭和63年）2月22日指定[7]。本殿は一間社流造銅板葺で江戸時代の嘉永3年（1850年）に改築を受けており19世紀前期の建築と推定される[1]。
- 重要無形文化財
  - 溝祭三宮神社獅子舞 - 2003年（平成15年）5月22日指定[8]。
  - 三宮神社太々神楽三楽講 - 2011年（平成23年）11月29日指定[9]。